# Mark Takai

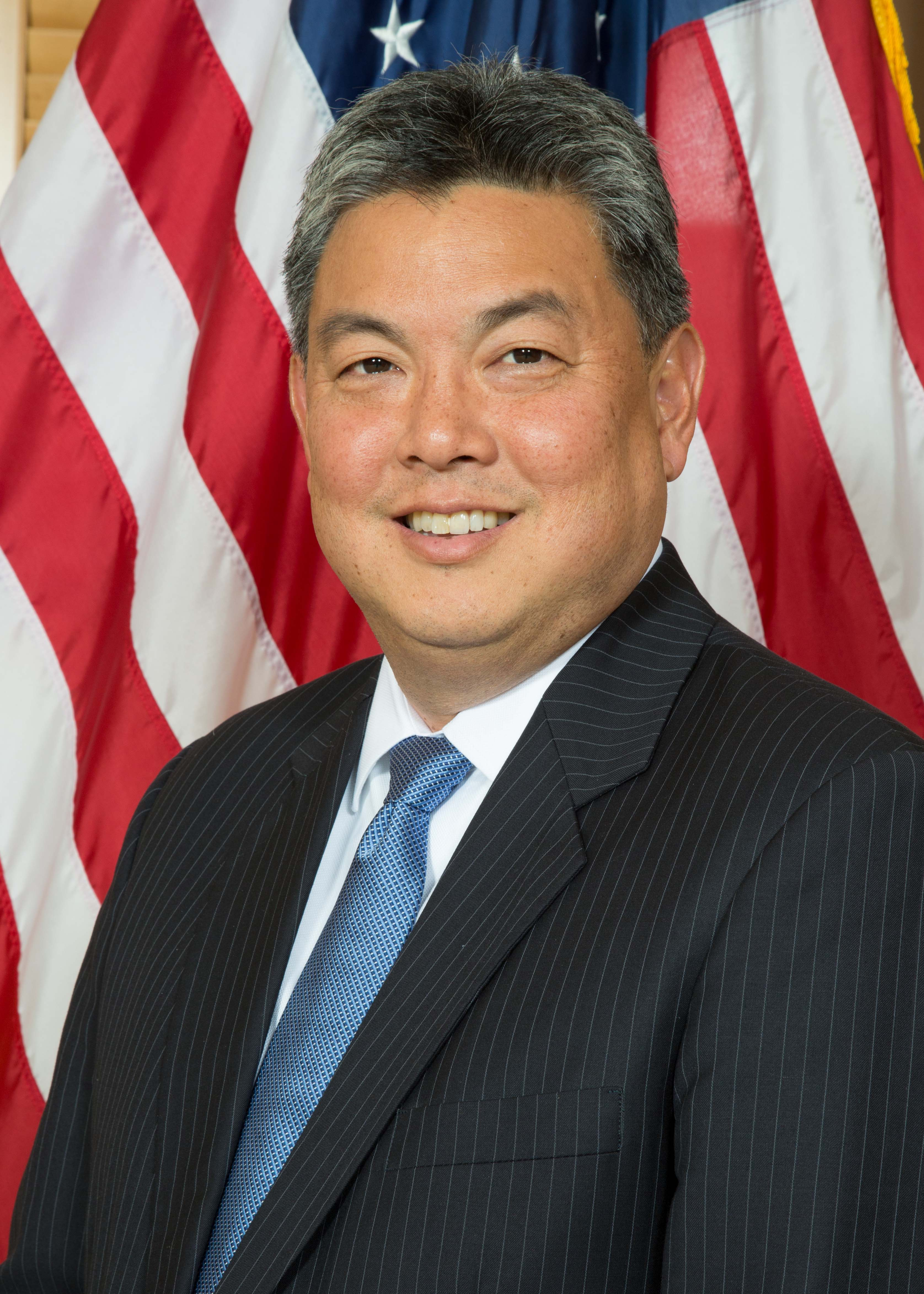
Mark Takai (2015)

Mark Takai (* 1. Juli 1967 in Honolulu, Hawaii; † 20. Juli 2016 ebenda) war ein US-amerikanischer Politiker der Demokratischen Partei. Von Januar 2015 bis zu seinem Tod vertrat er den Bundesstaat Hawaii im US-Repräsentantenhaus.

## Werdegang
Im Jahr 1985 absolvierte Mark Takai die Pearl City High School. Anschließend studierte er bis 1993 an der University of Hawaiʻi in Mānoa, einem Stadtteil von Honolulu. Er wurde als privater Geschäftsmann tätig und leitete bis zu seinem Tod die Firma Pacific First Health Solutions. Seit 1999 gehörte er der Nationalgarde von Hawaii an. Politisch schloss er sich der Demokratischen Partei an, für die er zwischen 1994 und 2014 als Abgeordneter im Repräsentantenhaus von Hawaii saß. In den Jahren 2005 und 2006 war er als Vice Speaker stellvertretender Präsident dieser Parlamentskammer.
Bei den Kongresswahlen des Jahres 2014 besiegte er den früheren republikanischen Kongressabgeordneten Charles Djou und wurde für den ersten Kongresswahlbezirk Hawaiis in das US-Repräsentantenhaus in Washington, D.C. gewählt. Er trat am 3. Januar 2015 die Nachfolge der Mandatsinhaberin Colleen Hanabusa an, die bei der Wahl 2014 nicht wieder angetreten war, um stattdessen ein Mandat im US-Senat zu erwerben. 
Nachdem im Oktober 2015 Bauchspeicheldrüsenkrebs bei Takai diagnostiziert worden war und er eine Behandlung erfolgreich abgeschlossen hatte, hatte Takai im Februar 2016 angekündigt, sich für die Wiederwahl im November des Jahres aufstellen lassen zu wollen. Am 20. Mai 2016 gab er jedoch bekannt, sich auf die Bekämpfung der wieder ausgebrochenen Krankheit konzentrieren zu wollen und deshalb nicht zur Wiederwahl anzutreten; er werde am 3. Januar 2017 aus dem Repräsentantenhaus ausscheiden. Seine Vorgängerin Hanabusa gab Anfang Juni 2016 bekannt, sich für das Mandat zu bewerben und dass Takai sie dabei unterstütze.
Im Juli 2016 erlag Takai im Alter von 49 Jahren einer Krebs-Erkrankung. Seine Beisetzung erfolgte auf dem National Memorial Cemetery of the Pacific in Honolulu.

## Belege
1. ↑  Frances Kai-Hwa Wang: Hawaii Congressman Mark Takai to Retire to Focus on Cancer Battle. In: NBC News, 20. Mai 2016 (englisch).
2. ↑  Alex Cerball: Takai supports Hanabusa to take over congressional seat. In: Khon2.com, 28. Mai 2016 (englisch)
3. ↑  Lorin Eleni Gill: Honolulu rail chair Colleen Hanabusa to officially seek a return to Congress. In: Pacific Business News, 1. Juni 2016 (englisch).
4. ↑  Chad Blair: US Rep. Mark Takai Of Hawaii Dies. In: Honolulu Civil Beat, 20. Juli 2016 (englisch).

| Personendaten    | Personendaten               |
| ---------------- | --------------------------- |
| NAME             | Takai, Mark                 |
| KURZBESCHREIBUNG | US-amerikanischer Politiker |
| GEBURTSDATUM     | 1. Juli 1967                |
| GEBURTSORT       | Honolulu, Hawaii            |
| STERBEDATUM      | 20. Juli 2016               |
| STERBEORT        | Honolulu, Hawaii            |